# Кукуев, Николай Александрович
Николай Александрович Кукуев (23 ноября 1875, Путчино, Ярославская губерния — 1951, Москва) — российский и советский шашист, шашечный композитор и теоретик русских шашек. Кукуев известен как своим анализом закономерностей шашечных эндшпилей, так и авторством дебютных схем, одна из которых носит его имя. Как игрок Кукуев четырежды подряд в послереволюционные годы становился чемпионом Москвы, а на 1-м и 2-м Всесоюзных шашечных чемпионатах завоёвывал серебряные медали.

## Биография

### Начало шашечной карьеры
Родился в деревне Путчино (Угличский уезд Ярославской губернии) в конце 1875 года и вскоре после рождения вместе с семьёй перебрался в Москву. Там Николай получил образование в городском училище в Зарядье и в эти же годы увлёкся шашками.
Первая шашечная задача Кукуева была опубликована уже в 1891 году, и с этого времени его шашечные композиции и статьи стали регулярно появляться на страницах таких изданий, как «Шахматное обозрение», «Шашки», «Шашечный листок», «Живописное обозрение», «Всемирная иллюстрация», «Север», «Семья», литературные приложения к «Ниве». За ним закрепилась репутация сильного аналитика, получили известность его дебютные схемы, одна из которых была впоследствии названа в его честь «жертвой Кукуева». Заметный вклад он внёс и в изучение закономерностей шашечного эндшпиля, его эндшпили включены во многие учебники шашечной игры.
Как игрок Кукуев в эти годы был менее заметен. В 1897 году во Всероссийском турнире по переписке он выиграл свою отборочную группу, на три очка опередив игрока, занявшего второе место, но в финальном турнире участия не принял. В 1901 году Кукуев был приглашён участвовать в 4-м Всероссийском чемпионате, но выступил без блеска, разделив 13-14 места (при 15 участниках в общей сложности).

### В советское время
После революции Кукуев продолжал активно публиковаться, редактировал отделы в журналах «Шашки в массы» и «64». В 1927 году вышла его книга «100 шашечных этюдов», выдержавшая переиздания в 1930, 1950 и 1951 годах (в 3-м и 4-м изданиях десять из первоначальных этюдов были исключены и вместо них добавлены 35 новых, так что книга выходила под названием «125 шашечных этюдов»). Кукуев также преподавал шашечную игру, читая лекции на курсах под эгидой шахматной секции Московского губернского совета профсоюзов; у него учились такие в дальнейшем известные мастера, как Владимир Гиляров, Леонид Потапов, Абрам Сидлин, Сергей Данилин. В дальнейшем Кукуев входил в состав Высшей квалификационной комиссии.
Воспоминания Кукуева о шашках и шашистах 1880—1890-х годов опубликованы в 1931 году. В них он рассказывал об игре на ставку в московских Верхних торговых рядах, о своём участии в турнирах по переписке, вспоминал П. Н. Бодянского как организатора шашечного движения в России.
В послереволюционные годы Кукуеву удалось добиться более значительных успехов и во встречах за доской. С 1920 года он четыре раза подряд выигрывал чемпионат Москвы. В 1924 году, когда состоялись 1-е Всесоюзные шашечные состязания, Кукуев, приближавшийся к своему 50-летию, сумел завоевать на них второе место, уступив лишь Василию Медкову. По итогам турнира ему было присвоено звание мастера. Через год, на 2-х Всесоюзных состязаниях, Кукуев вновь стал серебряным призёром, пропустив вперёд только Медкова.
Дальнейшей игровой карьере Кукуева помешала тяжёлая болезнь. В последний раз он выступал в соревнованиях незадолго до Великой Отечественной войны, когда был приглашён в состав сборной Москвы на матч с командой Украины. Свою встречу он выиграл, и московская сборная победила с минимальным перевесом.
Умер 4 октября 1951 года.

## Вклад в шашечную теорию
Закон Голубева — Кукуева (Правило Голубева — Кукуева) — введеное Кукуевым и профессором С. Голубевым правило: если сумма темпов в позиции четная, то начинающаяся сторона попадает в оппозицию, если позиция нечетная, то начинающая сторона занимает оппозицию.
Жертва Кукуева (гамбит Кукуева) — один из дебютов в русских шашках, вариация тычка. Гроссмейстер, чемпион СССР Вениамин Городецкий писал:
В 1924 году мастер Н. А. Кукуев, участвуя в чемпионате Москвы, применил черными на четвёртом ходу временную жертву шашки. Это начало, именуемое «гамбитом Кукуева», составляет в шашках целую эпоху.
Штучка Кукуева — комбинационный прием в русских шашках.

## Сочинения
- Кукуев, Николай Александрович. 125 шашечных этюдов [Текст] : Пособие по изучению концов игр / Н. А. Кукуев. — 3-е изд., перераб. и доп. — М. ; Л. : Физкультура и спорт, 1950 (Ленинград : Тип. «Печ. двор»). — 84 с.
- Кукуев, Николай Александрович. 125 шашечных этюдов [Текст] : Пособие по изучению концов игр. — 4-е изд., испр. — М. : Физкультура и спорт, 1951. — 88 с.
- Кукуев Н. А. Из шашечного прошлого: (Воспоминания) // Шахматно — шашечный альманах. — М.; Л., 1931. — С. 87 — 89.